# Kurtrierische Armee

Wappen von Kurtrier

Die Kurtrierische Armee war das stehende Heer des Erzstifts Kurtrier von Anfang des 17. Jahrhunderts bis zur Auflösung des Kurtrierischen Staates infolge des Reichsdeputationshauptschlusses 1803.

## Geschichte der Armee
Kurtrier war bereits im Mittelalter eine bedeutende Militärmacht und verfügte mit seinen Landesburgen wie Ehrenbreitstein und der Alten Burg Koblenz über Anlagen, die mit erzbischöflichen Bediensteten besetzt waren. Eine Lehnsmiliz wurde im Kriegsfall aufgestellt. Sie bestand aus Lehnspflichtigen des Kurfürstentums.
Die auf dem Wormser Reichstag von 1521 aufgestellte „allzeit neueste Matrikel“ bestimmte das einfache Reichsaufgebot, das „Simplum“, mit 60 Soldaten zu Pferd und 277 zu Fuß.
Wie alle Reichsstände hatte auch der Kurtrierische Staat im Zuge des Westfälischen Friedens das Recht auf Unterhalt eines stehenden Heeres erhalten. Sogleich begannen viele Reichsfürsten mit dem Aufbau auf Dauer angelegter eigener bewaffneter Strukturen.
Die Größe des stehenden Heeres orientierte sich maßgeblich am Kreiskontingent, das für die Reichsarmee zu stellen war. Die Truppenstärke wurde meist zwischen dem erforderlichen Kontingent und dessen doppelter Stärke gehalten, um im Kriegsfall auch nach Abzug der Kreiskontingente noch über erfahrene Truppen im eigenen Territorium zu verfügen.
Kurtrier hatte im 18. Jahrhundert für das Triplum des Kurrheinischen Kreises auf dem Papier 2591 Fußsoldaten und 576 Reiter für die Reichsarmee zu stellen. Gegen Ende des Jahrhunderts hatte sich diese Zahl auf 4400 Mann erhöht. Dieses Truppensoll kam aber insgesamt auf das gesamte Reich bezogen nie zustande.

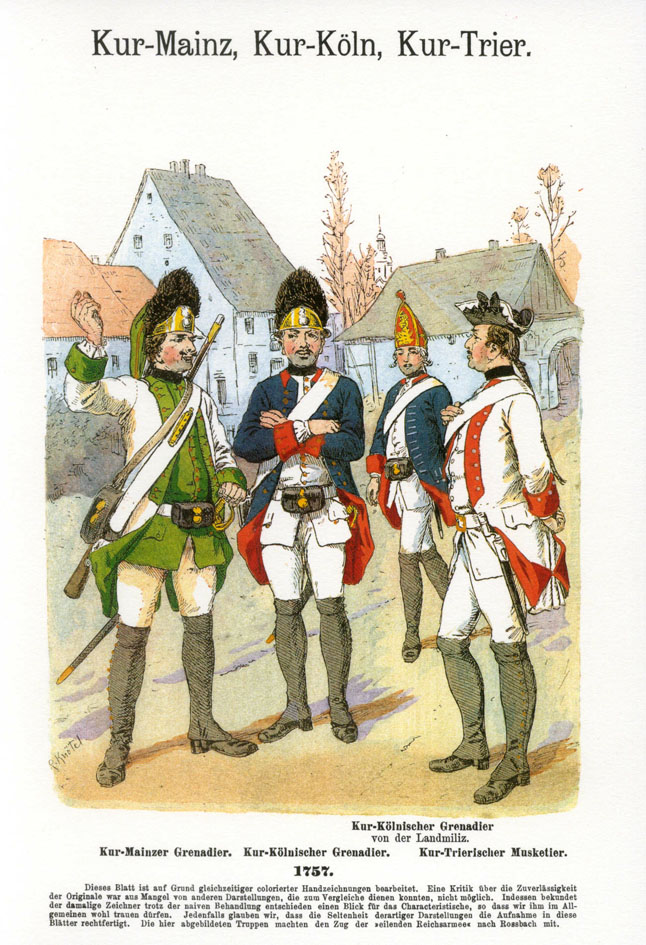
Kurtrierischer Musketier in Weiß mit roten Aufschlägen (rechts), Zeichnung nach Richard Knötel

1684 bestand die Armee Kurtriers de facto aus 2 Regimentern (Regiment von der Lippe und Regiment von Hilchen) zu Fuß à 8 Kompanien und einer Kompanie zu Pferd. Bis in die Mitte des 18. Jahrhunderts war das stehende Heer zeittypisch ein geworbenes Söldnerheer.
Im Juni und Juli des Jahres 1684 wurde die Stadt Trier nach der Eroberung Luxemburgs von französischen Truppen besetzt. Nach Ausbruch des Pfälzischen Erbfolgekriegs wurde Kurtrier fast komplett von Frankreich besetzt und stark zerstört. So gingen die Städte Cochem, Mayen, Wittlich und andere Städte in Flammen auf. Koblenz widerstand 1688 einer Belagerung, wurde aber durch Kanonenbeschuss stark beschädigt. Burg Stolzenfels am Rhein wurde 1689 völlig zerstört. Auf Grund des defensiven Vorgehens der Reichstruppen blieben die linksrheinischen Teile des Erzstifts in der Hand der Franzosen. 1697 wurde der Pfälzische Erbfolgekrieg durch den Frieden von Rijswijk beendet und die französischen Truppen verließen das Kurfürstentum.
Nach dem Beginn des Spanischen Erbfolgekrieges 1701 beschlossen die vorderrheinischen Kreise in Nördlingen das frühere Kriegskontingent von 6500 Mann sofort wieder aufzustellen und ihre Festungen wieder zu besetzen und zu verstärken. Das vorhandene Trierer Regiment wurden wieder auf die Stärke von 2000 Mann gebracht und die Festungen Koblenz und Ehrenbreitstein wurden unter Hochdruck in den Kriegszustand gebracht.
Der Kurfürst und Erzbischof von Trier Karl Joseph von Lothringen errichtete am 19. August 1715 zwei kurtrierische Regimenter. Organisiert war die Armee 1716 daher in drei Infanterieregimenter, die Artillerie und das Ingenieurkorps. Die kurfürstliche Leibgarde zu Pferd wies eine Stärke von 60 Mann aus. Sie übernahm vor allem Repräsentationsaufgaben. Ein Jägerkorps von 260 Mann hatte vor allem polizeiliche Aufgaben.
Zwei der Regimenter traten schon 1716 für 10 Jahre unter den Namen „Alt-Lothringen“ und „Jung-Lothringen“ in kaiserliche Dienste und blieben dort auch. Der Hauptstationierungsort des verbliebenen Regiments Kur-Trier war die Festung Ehrenbreitstein. Als Teil der Reichsarmee waren Einheiten der Kurtrierischen Armee auch im Polnischen Erbfolgekrieg und im Siebenjährigen Krieg vertreten.
Unter dem letzten Trierer Kurfürsten, Clemens Wenzeslaus von Sachsen, wurde Koblenz zum Sammelpunkt gegenrevolutionärer französischer Adliger. Während des Ersten Koalitionskriegs besetzten 1794 französische Revolutionstruppen den größten Teil des Kurfürstentums. Die kurtrierische Festung Ehrenbreitstein konnte sich noch bis 1799 halten, musste dann aber auch aufgeben. Seine linksrheinischen Gebiete wurden 1801 im Frieden von Lunéville Frankreich angegliedert und im Wesentlichen auf die Départements Sarre mit Sitz in Trier und Rhin-et-Moselle mit Sitz in Koblenz aufgeteilt. Die rechtsrheinischen Gebiete fielen 1803 an Nassau-Weilburg. Beim Wiener Kongress wurden die kurtrierischen Gebiete größtenteils dem Königreich Preußen zugeschlagen.